# 關西台灣紅茶公司
24°47′29″N 121°10′33″E / 24.7913086942947°N 121.175726888993°E
臺灣紅茶公司是一家成立於臺灣新竹縣關西鎮的製茶企業，為台灣十大貿易公司之一，其昔日總部已被登錄為新竹縣歷史建築。

## 歷史
大正九年(1920年)初，日本殖民政府獎勵農民種植茶葉，關西地區茶園面積因而大幅增加，製茶產業也開始蓬勃發展。
臺灣紅茶公司之主要創辦者羅氏家族在清治末期即已開始栽植茶葉，並以手工製成成品，再連同其他生產者之產品以人力運送至大溪，轉賣大稻埕銷往臺灣島內外各地。
昭和三年(1928年)，羅氏家族成立製茶企業「馬武督茶業組合」。昭和八年(1933年)，羅氏家族在赤科山（今關西鎮玉山里附近）成立製茶工廠「赤柯山茶業組合」；其茶園面積二百餘甲。昭和十年(1935年)，「臺灣新聞社」在臺灣博覽會上舉辦「全島名物名產人氣」票選活動，關西出產之紅茶獲選為得票數最多的農產品之一。
昭和十二年(1937年)，在當地實業家羅碧玉號召之下，羅氏家族及關西地區羅氏宗親與地方人士共同出資成立「臺湾紅茶株式會社」（臺灣紅茶股份有限公司前身）」，以製造或收購各種茶葉，經精製、拼堆、包裝等程序直接大量銷往海外市場。當時，該企業除在關西設有大型精製茶廠外，也在臺北設有貿易事務所和簡易精製包裝廠。
1960年代，臺灣紅茶公司在紅茶外銷市場逐漸式微時引入日本煎茶製作機器和技術，並將產品銷往日本等地。
1999年，九二一大地震使企業總部建物受到毀損；該毀損在2000年即告修復完成。2004年12月，臺灣紅茶公司利用該建物之東側廠房及主建物二樓成立「臺紅茶業文化館」，並加入新竹縣地方文化館群。2006年，該建物被登錄為新竹縣歷史建築。

## 相關著作
- 《福爾摩莎。茶 ─ 臺灣茶走過的一段路》[13]

## 周邊
- 關西太和宮

## 連結
- 臺灣紅茶股份有限公司 （页面存档备份，存于）
- 臺紅茶業文化館 Formosa Tea Industry and Culture Gallery的Facebook專頁

## 延伸閱讀
- 關西羅家（下）：關西羅家子孫 博士逾32位